# مهرداد بازیاری
مهرداد بازیاری (زادهٔ ۱۳۴۰ خورشیدی در شیراز) مترجم، نویسنده و مهندس ایرانی است که به‌واسطهٔ ترجمهٔ مستقیم آثار ادبی از زبان‌های نروژی، دانمارکی، سوئدی و انگلیسی به فارسی شناخته می‌شود. او برای ترجمهٔ کتاب دختر پرتقال اثر یوستین گردر، برندهٔ جایزهٔ کتاب سال جمهوری اسلامی ایران و کتاب فصل شد و برای ترجمهٔ گل‌هایی برای آلجرنون اثر دانیل کیز، جایزهٔ گمانه‌زن را دریافت کرده‌است.

## زندگی و تحصیلات

#### کودکی و نوجوانی
مهرداد بازیاری در سال ۱۳۴۰ در شهر شیراز متولد شد. او تحصیلات متوسطه را در دبیرستان نمازی شیراز به پایان رساند. علاقهٔ او به ادبیات از همان دوران نوجوانی آغاز شد و او به مطالعهٔ آثار نویسندگان برجستهٔ روسی مانند چخوف، داستایوفسکی، تولستوی و گورکی پرداخت. همچنین با ادبیات فرانسه (به‌ویژه آثار ویکتور هوگو و امیل زولا) و نویسندگان کلاسیک انگلستان آشنا شد.
او بعدها به ادبیات مدرن نیز گرایش پیدا کرد و آثار آرتور میلر، ارنست همینگوی و نیکوس کازانتاکیس را به‌طور گسترده مطالعه نمود. علاقهٔ او تنها به ادبیات محدود نشد و به فلسفهٔ غرب نیز علاقه پیدا کرد و با اندیشه‌های افلاطون، دکارت، کانت، اسپینوزا و شوپنهاور آشنا شد. این مجموعه مطالعات ادبی و فلسفی، نگاه تحلیلی و دقیق او به متن را شکل داد و او را به سمت فعالیت حرفه‌ای در ترجمه سوق داد.

#### اقامت در دانمارک
در دههٔ ۱۳۶۰ خورشیدی، بازیاری برای ادامهٔ تحصیل به دانمارک رفت و نزدیک به یک دهه در آن کشور اقامت داشت. او در دانشگاه آلبورگ در رشتهٔ مهندسی ساختمان تحصیل کرد و سپس در رشتهٔ مهندسی صنایع تخصص گرفت. این دوره نه‌تنها موجب آشنایی او با فرهنگ و زبان دانمارکی شد، بلکه فرصتی بود تا با ادبیات شمال اروپا نیز آشنا شود.
بازیاری آثار برجستهٔ نویسندگانی چون هنریک ایبسن، پر لاگرکویست، لودویگ هولبرگ و کنوت هامسون را مطالعه کرد. این تجربه علاقهٔ او به ادبیات اسکاندیناوی را افزایش داد و او را به سمت ترجمهٔ مستقیم این آثار به فارسی هدایت کرد. او ترجمه را فراتر از انتقال کلمات می‌داند و معتقد است که این کار انتقال فرهنگ، اندیشه و فضای فکری ملت‌ها به مخاطبان فارسی‌زبان است.

## زبان‌ها و حوزهٔ کاری
بازیاری به زبان‌های نروژی، دانمارکی، سوئدی و انگلیسی تسلط دارد و بسیاری از آثار را مستقیماً از این زبان‌ها به فارسی ترجمه کرده‌است.

## نگاه به ترجمه
بازیاری ترجمه را تنها بازنویسی یک متن نمی‌داند، بلکه آن را کاوشی برای یافتن روح اثر، لحن و ریتم پنهان می‌بیند. او معتقد است که وفاداری به متن اصلی شامل انتقال احساسات و فرهنگ اثر به زبان مقصد است.

## شروع کار ترجمه و آشنایی با یاستین گوردر
طی بیش از ده سال اقامت در کشورهای اسکاندیناوی به فعالیت‌های فرهنگی از جمله ترجمه روی آورد. آشنایی با زبان و فرهنگ خاص شمال اروپا باعث شد که ترجمه را با کتاب‌های یوستین گردر نویسنده مشهور نروژی آغاز کند. بیشتر ترجمه‌های وی در زمینهٔ رمان‌های فلسفی است و می‌توان او را متخصص رمان‌های فلسفی گردر دانست.
از ترجمه‌های او می‌توان به دنیای سوفی، راز فال ورق، زندگی کوتاه‌است، مایا، دختر مدیر سیرک، دختر پرتقال، راز تولد، قصر قورباغه‌ها و درون یک آینه درون یک معما اشاره کرد که همه از زبان نروژی به فارسی برگردانده شده‌است.
از سال ۱۳۷۰ که بطور جدی به کار ترجمه و نویسندگی پرداخته و در این مدت بیش از بیست و هفت جلد کتاب ترجمه کرده‌است. وی ترجمه را بیشتر انتقال فرهنگ و سنن و افکار می‌داند تا برگرداندن لغوی متون. از اینرو علاوه بر حفظ طرز و سطح نوشتاری کتاب با درک کامل فرهنگِ زبان نویسنده به ترجمه می‌پردازد و شاید همین موضوع یکی از عوامل موفقیت وی است. بازیاری در انتخاب کتاب نیز وسواس خاصی دارد. هر کتابی را شایسته ترجمه و انتقال به خواننده نمی‌داند؛ معتقد است که کتاب باید چیزی ارزشمند و پایدار هم به مترجم و هم به خواننده تقدیم کند و در خاطره بماند. دختر پرتقال (برنده ترجمه فصل و سال ۱۳۸۹) از این جمله‌است. رمانی لطیف و زیبا که خواننده را با رازهای کهکشان و پستی و بلندی‌های زندگی و به ویژه مرگ آشنا می‌سازد. یک رمان عاشقانه و عمیق که همچون سایر آثار گردر، رازها و نقاط کور زندگی را ملموس و خواننده را به تفکر و تجسس وا می‌دارد.
وی در پیشگفتار کتاب دنیای سوفی آشنایی خود را با گردر این‌گونه بیان می‌کند:
در نروژ بودم که با گردر و دنیای سوفی آشنا شدم. کتاب تازه به چاپ رسیده بود و هنوز شهرت آن از کشورهای اسکاندیناوی فراتر نرفته بود. مطالعه آن مرا به فکر فرو برد و درهای تازه‌ای به رویم گشود. این کتاب خیلی زود مورد استقبال همگان قرار گرفت و شهرت گردر و دنیای سوفی از مرزهای شمال اروپا فراتر رفت و به حق هر دو جهانی شدند. وقتی چند سال بعد به ایران آمدم متوجه شدم شهرت کتاب به ایران هم رسیده و حتی مقالاتی درباره موضوع موفقیت‌آمیز آن در نشریات چاپ شده‌است، بدین ترتیب بود که به ترجمه آثار او روی آوردم.

## پروژه‌ها و نویسندگان مورد علاقه
- هنریک ایبسن – نمایشنامه‌نویس برجستهٔ نروژی
- پر لاگرکویست – نویسنده و برندهٔ جایزهٔ نوبل ادبیات از سوئد
- کنوت هامسون – نویسندهٔ نروژی و خالق رمان گرسنگی
- تووه دیتلوسن – شاعر و نویسندهٔ دانمارکی با تمرکز بر روان انسان و تجربهٔ زنانگی
- پیتر هوی – نویسندهٔ دانمارکی با رویکرد فلسفی و روایت‌های پیچیده
- لیز نورگور – نویسندهٔ طنزپرداز دانمارکی و خالق مجموعهٔ «ماتادور»
- آثار نویسندگان معاصر سوئدی با نگاهی انسان‌گرایانه

## افتخارات
- برنده جایزه کتاب فصل ۱۳۸۷ بهترین ترجمه رمان خارجی (رمان دختر پرتقال)
- برنده جایزه کتاب سال ۱۳۸۸ بهترین ترجمه رمان خارجی (رمان دختر پرتقال)
- برنده لوح یاد بود ترجمه برگزیده سال ادبیات علمی و تخیلی ۱۳۸۹ (رمان گلهایی بیاد آلجرنون)[۱]

## کتابشناسی و آثار
از بازیاری تاکنون بیش از ۲۷ جلد ترجمه به چاپ رسیده‌ است:
- دنیای سوفی (یوستین گردر)
- راز فال ورق (یوستین گردر)
- مایا (یوستین گردر)
- قصر قورباغه‌ها (یوستین گردر)
- راز تولد (یوستین گردر)
- درون یک آینه، درون یک معما (یوستین گردر)
- سلام، کسی اینجا نیست (یوستین گردر)
- قصری در پیرنه (یوستین گردر)
- دختر مدیر سیرک (یوستین گردر)
- دختر پرتقال (یوستین گردر)
- زندگی کوتاه‌است (یوستین گردر)
- کیش و مات (یوستین گردر)
- گلهایی بیاد آلجرنون (دنیل کیز)
- بخور، دعا کن، عشق بورز (الیزابت گیلبرت)
- متعهد (الیزابت گیلبرت)
- جادوي بزرگ (الیزابت گیلبرت)
- آخرین نفس (پل کلانیتی)
- محاکمه (کریس بوهجالين)
- قصر شیشه ای(جینت ولز)
- اشتباه در ستاره‌های بخت ما (جان گرین)
- حس برفی (لارس هوو)
- سایه باد(کارلوس رویز زافون)
- افیون (السه بت اگهولم)
- عروسک گردان (یوستین گردر)
- انا(یوستین گردر)
- پشت فرمان با مامان(ليز نورگوا)
- امیل لونه برگی دو جلد (آسترید لیندگرن)